# Брайтенбах (Золотурн)
Брайтенбах (нім. Breitenbach SO) — громада  в Швейцарії в кантоні Золотурн, округ Тірштайн.

## Географія
Громада розташована на відстані близько 55 км на північ від Берна, 23 км на північ від Золотурна.
Брайтенбах має площу 6,8 км², з яких на 19,2% дозволяється будівництво (житлове та будівництво доріг), 45,9% використовуються в сільськогосподарських цілях, 34,5% зайнято лісами, 0,4% не є продуктивними (річки, льодовики або гори).

## Демографія
2019 року в громаді мешкало 3914 осіб (+11,4% порівняно з 2010 роком), іноземців було 25,2%. Густота населення становила 576 осіб/км².
За віковим діапазоном населення розподілялося таким чином: 19,4% — особи молодші 20 років, 59,8% — особи у віці 20—64 років, 20,7% — особи у віці 65 років та старші. Було 1640 помешкань (у середньому 2,3 особи в помешканні).
Із загальної кількості 1779 працюючих 24 було зайнятих в первинному секторі, 512 — в обробній промисловості, 1243 — в галузі послуг.